# Sága o Nibelunzích

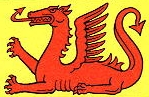
Drak ze ságy o Nibelunzích

Sága o Nibelunzích (Nibelungensage) je hrdinská sága, rozšířená v germánských a skandinávských zemích, která byla po staletí předávána v mnoha vzájemně se lišících verzích. Její nejznámější písemnou formou je ve střední horní němčině napsaná Píseň o Nibelunzích (Nibelungenlied) vzniklá kolem 1200, pravděpodobně v oblasti Pasova (Passau).
Sága se objevuje ve středověkých pramenech. Kromě Písně o Nibelunzích (Nibelungenlied) také v pověsti Dietrich z Bernu (Thidrekssaga), staronorsky s dolnoněmeckými prameny, cca 1250) a v četných písních Eddy. Mezi ně patří několik písní o Siegurdovi (Sigurdlieder) a píseň o Attilovi (Atlilied, staronorsky, zaznamenané ve 13. století částečně podle mnohem starších pramenů nebo přípravných etap). Zpracování písní Eddy v próze lze nalézt v Prozaické Eddě od Snorriho Sturlusona (staroislandština, cca 1220) a v Sáze o Volsunzích (staronorsky, cca 1250). Před koncem 13. století vznikla Sága o Nornagestovi (Nornagests þáttr) .

## Vznik ságy
Počátky ságy sahají do hrdinského věku stěhování národů. Za ústřední historické jádro příběhu se považuje zničení mocenské sféry Burgundů na Rýnu.Toho dosáhl v pozdní antice západořímský vojevůdce Aetius s pomocí hunských jednotek. Burgundi sloužili Západní římské říši jako žoldáci (foederati) a podle nařízení císaře střežili asi od roku 411 hranici na Rýnu. Když západní římská vláda ukázala slabost, chtěl burgundský vladař (rex) Gundahar využít příležitosti a na vlastní pěst ovládnout i bohatou provincii Belgica. V roce 435 však byl římskými jednotkami odražen a v roce 436 Aetius, který tehdy vládl místo mladého císaře Valentiniana III. rozhodl Burgundy za porušení smlouvy potrestat. Najal tisíce hunských foederati, kteří na nic netušícího Gunthahara zaútočili a zabili ho i s většinou jeho mužů. O několik let později byli přeživší přesídleni na Rhonu v Savojsku.
Galská kronika z roku 452 podává krátkou zprávu o roce 436: Nezapomenutelná válka, ve které téměř celý lid spolu se svým vůdcem zahynul, se uskutečnila v Burgundsku. A svědek z té doby, Prosper Tiro z Aquitaine v roce 435 poznamenal: Za onoho času porazil Aetius zničujícím způsobem Gundichara, který jako rex Burgundů napadl Galii. Na jeho prosbu mu Aetius poskytl mír, který si však rex nemohl dlouho užít. O něco později Hunům dovolil jej zabít a jeho lid se vším všudy vyhladit. Do ságy pronikly ještě další historické události a rozšířily ji o jednotlivá jména a prvky. Byly to: bitva na Katalaunských polích roku 451, smrt Attily a události ve druhé burgundské říši na Rhoně a u Merovejců až do smrti Brunhildy v roce 613. Dietrich von Bern, který podle legendy občas žil u Attilova nebo Etzelova dvora, je od středověku postaven na roveň východonogotskému králi Theodorichu Velikému.
Sága se však velmi liší od známých historických skutečností těchto událostí a vytváří nová protifaktická spojení. Historičtí Burgundi se nevrátili k Attilovi dvoru, ale byli zničeni v jejich domově u Rýna. Attila v té době ještě nebyl králem Hunů. Navíc Theoderich der Große nebyl nikdy u Attilova dvora, jak vypráví legenda, protože Attila zemřel už před jeho narozením. Obecně se proto předpokládá, že tyto hrdinské legendy představují částečně vybájenou, částečně neustále znovu poskládávanou legendu, která je založena na různých historických událostech z 5. a 6. století.Na rozdíl od historické germanistiky se soukromý učenec Heinz Ritter-Schaumburg domníval, že skutečným jádrem Ságy o Nibelunzích byly historické události v Dolním Německu kolem roku 500. Legendu vidí jako historický zdroj a spoléhal se především na starou švédskou verzi Thidrekságy. Hrdinové jako Dietrich von Bern, Siegfried a Nibelungové byly podle něho historické postavy a teprve v průběhu středověku byly zaměněny a dány na úroveň historicky známých vzorů, jako byl Theodorich Veliký nebo Burgundi. Jeho tvrzení však bylo odborníky odmítnuto jako metodicky neudržitelné.

## Obsah Písně o Nibelunzích
Hlavní postavou v Písni o Nibelunzích je Kriemhild (královská dcera Burgundů) a problematika dvorní kultury. Ta dělá z pravděpodobně mnohem staršího děje ságy skoro román, ve kterém autor i publikum v šatech ságy řeší problémy tehdejší doby. Zde jsou vybrány pouze prvky, které jsou pro příběh ságy důležité.

## Nibelungové ve Thidreksáze
V některých pasážích Ságy o Nibelunzích se odehrávají úryvky z Thidrekságy. Obvykle se předpokládá, že jejím základem jsou německé zdroje, jak i ona sama uvádí. Přitom to však vypadá, že pro její jednotlivé pasáže byly dohromady použity různé předlohy, aniž by se vyrovnávaly rozpory mezi nimi. V Německu totiž existují velmi odlišné verze Ságy o Nibelunzích.Tím by se tedy mohla vysvětlit skutečnost, že i některé části Thidrekságy jsou  vzájemně protichůdné. To se však nevztahuje pouze na Ságu o Nibelunzích, i ostatní pasáže Thidrekságy jsou plné rozporů.
Převládající teorie říká, že některé části Ságy o Nibelunzích používají zdroje Thidrekságy, které ale nabízejí zcela odlišné verze než je Píseň o Nibelunzích. Jiné její části pak používají zdroje, které jsou zjevně také základem Písně o Nibelunzích a ještě další teorie odkazuje přímo na verzi „C“ Písně o Nibelunzích.
Na druhé straně stará švédská verze Thidrekságy je bez takových rozporů a Heinz Ritter-Schaumburg ji považoval za verzi původní. Předpokládal, že Píseň o Nibelunzích byla založena na rané podobě Thidrekságy. Na druhé straně se obvykle předpokládá, že švédský překladatel Thidrekságy měl jako podklad do velké míry zachovalý, avšak velmi často protichůdný norský rukopis. Měl v úmyslu dílo zkrátit a rozpory v obsahu odstranit. Srovnávání rozporů je charakteristické i pro pozdější fáze zpracovávání tohoto tématu.

### Siegfried/Sigurd a Brünhild/Brynhild
První část ságy o Nibelunzích leží přibližně uprostřed Thidregságy. Předtím je zmíněna jen jedna postava ze ságy o Nibelunzích, jmenovitě Brynhild (Brünhild), která vládne na hradě Seegard ve Švábsku. Z jejího chovu pochází nejslavnější hřebci pro hrdiny německých hrdinských legend. Části o Nibelunzích ve Thidreksáze začínají Sigurdovým (Siegfriedovým) mládím. Thidreksága většinou používá skandinávskou podobu jména Sigurd, jen na několika málo místech proniká německá podoba originálu, Siegfried. Sigurdova matka, manželka krále Sigmunda, je neoprávněně podezřelá z nevěry. Novorozené dítě je proto odložené, pluje dolů po řece (podobně jako Mojžíš), ale je nalezeno laní, která o něj pečuje (podobně jako Romulus a Remus s vlčicí). Nakonec ho v lese najde kovář Mimir, který tam pálí uhlí a vychová jej. Chlapec je tak silný, že spráská kovářské pacholky a rozbíje kovadlinu kladivem. Mimir má bratra jménem Regin, který je znalý kouzel a promění se v draka. V jiných verzích je Reginn zmíněn jako otec Siegfrieda, jehož bratr Fafnir je tím jmenovaným drakem, Mimir a Regin / Reginn jsou v různých zápisech zmiňováni jako stejná osoba.
Mimir se ale bojí chlapcovy síly. Požádá proto svého bratra, draka, aby ho zabil. Za tím účelem pošle Sigurda do lesa, kde drak žije, aby pálil uhlí. Chlapec však kmenem stromu a svou dřevěnou sekerou draka zabije. Protože má hlad, uvaří si dračí maso k večeři. Spálí si přitom prst a aby ho ochladil, vloží ho do úst. Tak požil dračí krev a začíná rozumět ptačí řeči. Slyší, jak si dva ptáci spolu říkají, že ho zabít vlastně chtěl Mimir. Když také jeho ruce přišly do styku s dračí krví, jejich kůže ztvrdla na mozol. Když si to uvědomí, pomaže se dračí krví po celém těle. Pouze mezi ramena nedosáhne a to později povede k jeho smrti (podobně jako Achilles). Pak odejde domů. Mimír se ho bojí a aby jej přátelsky naladil, slibuje mu nádherného koně z Brynhildina chovu a se smutkem mu předá i velmi dobré brnění a vynikající meč. On však přesto Mimíra zabije. Pak se sám přesune na Brynhildin hrad. Ta má o Sigurdovi „mytické povědomí“, takže když se jí ohlásí, okamžitě ví, kdo to musí být. Také mu řekne jména jeho rodičů a dá mu nejlepšího hřebce. Od ní Sigurd odjíždí ke králi Isungovi (König Isung von Bertangenland).(Británie) a stane se jeho korouhevníkem.

### Původ Nibelungů
Následuje nová část, Původ Niflungů (Niflungen je v celé nordické literatuře název, který odpovídá německému Nibelungen). Tuto část přináší stará norská verze (membrane) Thidrekságy dvakrát za sebou, ale s různými jmény. Jednou se otec Niflungů nazývá Aldrian a potom zase Irung. Ani počet sourozenců není stejný. Spisovatel měl před sebou zjevně dvě písemné verze stejného příběhu. Žádnou nechtěl potlačit, tedy je dal dohromady.
Ve staré švédské verzi žádné rozpory nejsou. Společné pro všechny verze Thidrekságy v části Původ Niflungů je to, že Hogni (odpovídá německému Hagen; v německých překladech nordických textů je často psán Högni) je jen nevlastním bratrem Niflungů. Královna Oda (odpovídá německému jménu Ute) se totiž během nepřítomnosti svého manžela vyspala se zlým duchem. Dítě z tohoto spojení byl Hogni.

### Souboje
Dále je Sága o Nibelunzích sloučena s Dietrichsagou. Král Thidrek (odpovídá německému Dietrich von Bern) pozve Niflungy na slavnost a hostinu. Z Niflungů se zúčastní Gunnar (Gunther), Hogni (Hagen) a Gernoz (Gernot). Na slavnosti se všichni přítomní dohodnou vyzvat krále Isunga z Británie a jeho syny na souboje. V rozhodující bitvě bojuje Sigurd sám proti samotnému Thidrekovi. Thidrek vyhraje jen nedovolenou lstí, kterou Sigurd sice odhalí, ale přesto dobrovolně uzná Thidreka za vítěze a následuje ho jako jeho doprovod. Tak Sigurd přechází do říše Niflungů

### Svatby
V následující části se Thidrek a spolu s ním Sigurd přestěhovali do země Niflungů a tam se Sigurd ožení s Grimhild (v němčině Kriemhild), sestrou Gunnara a Hogniho. V této části Thidrekságy Hogni není nevlastním bratrem, ale bratrem Gunnara. Na svatbě Sigurd nadšeně svému švagru Gunnarovi vypráví, že zná nejkrásnější ženu na světě, Brynhild, a chtěl by mu ji dát za manželku. Skutečnost, že hrdina na své vlastní svatbě chválí jinou ženu (nikoli svou vlastní nevěstu) jako nejkrásnější ženu na světě, naznačuje komplikace. Thidrek, Gunnar, Hogni a Sigurd odjedou za Brynhild do Seegardu. Tam se Sigurd u Brynhildy za Gunnara přimlouvá. Ta se však na Sigurda zlobí, protože porušil jejich zásnuby (Thidreksága však v dřívější části o zásnubách nic neříká) a oženil se s Grimhildou. Brynhilda se ale smíří s tím co se stalo a je připravena si Gunnara vzít. V Thidreksáze však o tom není žádná listina jako v Písni o Nibelunzích. Během svatební noci se Brynhild chová stejně jako v Písni o Nibelunzích. Sváže Gunnara a pověsí jej na hřebík ve zdi. V Thidreksáze to dokonce dělá tři noci po sobě. Gunnar si pak Sigurdovi stěžuje na své utrpení a žádá jej, aby se pod rouškou temnoty vplížil do jejich ložnice a Brynhildu zbavil panenství. Thidreksága nezná čepičku neviditelnosti (Tarnkappe) ani jiné magické možnosti. Brynhilda má magické schopnosti, ale ty jsou spojeny s jejím panenstvím. Po Sigurdově defloraci je stejně slabá jako každá jiná žena a musí se Gunnarovi podřídit.
V Thidreksáze pak následuje několik dalších dlouhých legend, které s legendami o Nibelunzích nemají nic společného. Mnohem později pokračuje Sága o Nibelunzích Sigurdovou smrtí.

### Hádka královen
Od svatby uplynulo mnoho času a říše Nibelungů s hlavním městem Verniza (podle názoru většiny vědců  e jednalo o německý Worms) vzkvétá. Je to hlavně proto, že manžel Grimhildy, Sigurd, svému švagrovi silou i moudrostí pomáhá. Jednoho dne vstoupí Brynhilda do haly a chce, aby před ní Grimhilda vstala a nechala ji sednout. Grimhilda však trvá na tom, že jsou si rovny. Brynhilda ji uráží tím, že Sigurd byl vychován v lese laní. Grimhilda jí ale odvětí, že zná tajemství její svatební noci a jako důkaz ukáže prsten, který Sigurd Brynhildě vzal, když ji přemohl. Brynhilda není nijak zvlášť překvapená. Tuší, že se tak skutečně stalo, a po hádce s Grimhildou požaduje, aby byl Sigurd zavražděn. Ne však proto, že v této záležitosti Gunnarovi pomohl, ale proto, že Grimhildu zradil, a její hanbu zveřejnil. Stěžuje si Gunnarovi, Hognimu a Gernozemu na své utrpení, požaduje Sigurdovu smrt a štve proti němu Niflungy upozorněním na skutečnost, že je čím dál mocější a může je ovládnout. Vražda ani nepotřebuje žádné rekvizity (jako kříž přišitý na Siegfriedově rouchu v Písni o Nibelunzích). Stačí když jej Hogni probodne kopím mezi lopatky, až se při lovu půjde napít z potoka a bude ležet na zemi.

### Zánik

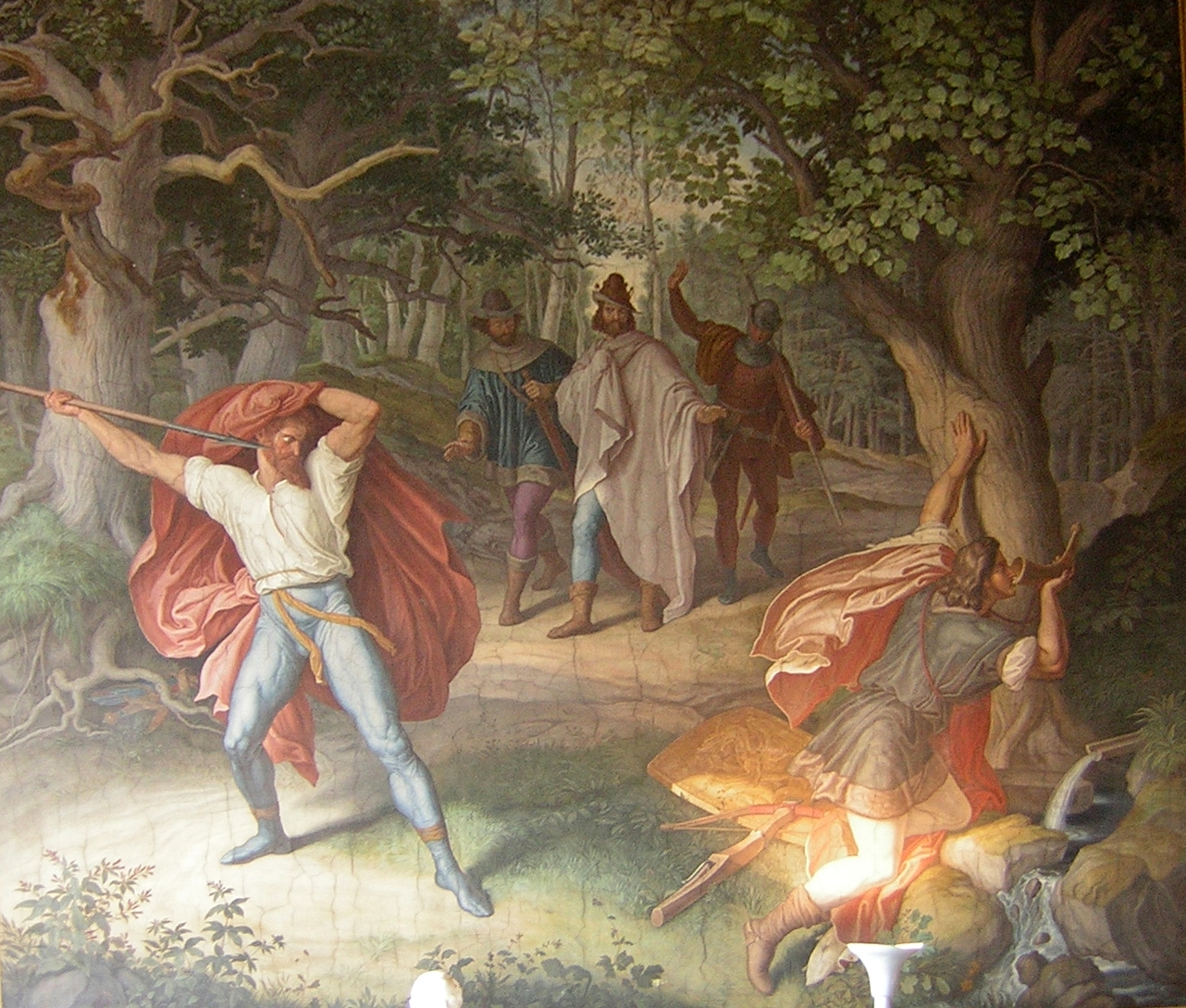
Hagen zabíjí Siegfrieda, freska v sálech Nibelungů Královské rezidence Mnichov

Po Sigurdově smrti se vyprávějí některé jiné, velmi krátké legendy. Thidreksága se však brzy vrací k sáze o Nibelunzích. Dále jsou Píseň o Nibelunzích a Thidrekssaga velmi podobné. Na některých místech se zdá, že obě díla používají stejný zdroj. Zánik Nibelungů v Thidreksáze lze tedy obsahově zhruba použít i pro obsah Písně o Nibelunzích. Mezi oběma verzemi legend jsou však také významné rozdíly.
Attilův dvůr se nachází v Susat (Soest) v dnešním  Vestfálsku, nikoli v Maďarsku jako v Písni o Nibelunzích. Gunnar (Gunther) nebyl poražen ke konci bitvy u Thidreku (Schlacht von Thidrek), ale byl synovcem Attily, Osidem, v průběhu bitvy zajat a pak, stejně jako v jiných severských verzích ságy, jej Attila svrhl do hadí věže. Na Attilův rozkaz zabil Thidrek Grimhildu, nikoli Hildebranda, jako v Písni o Nibelunzích. Grimhilda jedná v Thidreksáze v očích vypravěče objektivně ďábelsky, takže i manžel chce její smrt, zatímco Píseň o Nibelunzích ji částečně omlouvá a Hildebrand tam nemá charakter „objektivního“ mstitele. V Thidreksáze nezabije Hagena, ale svého vážně zraněného bratra Giselhera, když mu do úst vrazí  hořící poleno. Attila (odpovídá německému Etzel) je chamtivý po zlatě, jako i v jiných skandinávských básních. Hogni byl Thidrekem těžce zraněn, žil ještě jeden celý den, dokud nezemřel. Tu noc ještě zplodil syna a dal ženě klíč od Siegfriedova sklepa, který má dát dítěti, až vyroste. Tento syn, Aldrian, později pomstil Hogniho smrt. Zavedl chamtivého Attilu do Siegfriedova sklepa a zabouchl dveře zvenčí, takže Attila u pokladu zemřel hlady. Thidreksága také nezná žádného kuchaře, a proto ani Rumoldovu radu (Rumolds Rat) v Písni o Nibelunzích.

## Hürnen Seyfrit
Píseň o mozolnatém Siegfriedovi (Hürnen Seyfrit), je legenda o Siegfriedovi. Její nejstarší doposud známý tisk pochází z první poloviny 16. století.
Popisuje příběh hrdiny (Seyfrit / Siegfried) ve dvou po sobě jdoucích verzích. První krátce zachycuje dětství hrdiny v souladu s Písní o Nibelunzích, zatímco druhá, která tvoří hlavní část legendy, popisuje Siegfriedovo mládí podobně jako Thidreksága a dále několik jeho bojů s draky, kterými osvobodil Kriemhildu, drakem unesenou. Mozolnatý Siegfried (Hürnen Seyfrit) se vyskytuje pouze ve verzích od 16. století, které ale částečně čerpají z verzí dřívějších ze 13. století. Ty se také objevují v Thidreksáze a v Písni o Nibelunzích z pozdního středověku.

## Důležité postavy v Písni o Nibelunzích a v dalších částech ságy o Nibelunzích
Následující osoby lze nalézt také v jiných dílech, jako je Edda a operní cyklus Prsten Nibelungův Richarda Wagnera (v abecedním pořadí).
Soupis Nibelungů
- Alberich. trpaslík. V Písni o Nibelunzích je původními vlastníky, Nibelungy a poté dalším majitelem Siegfriedem, určený ochránce pokladu Nibelungů. U Richarda Wagnera je jedním z Nibelungů, který dokázal vykovat kouzelný prsten ze zlatého pokladu ukradeného „rýnským dcerám“ (vodní víly na Rýně – Rheintöchter).
- Brünhild, manželka Guntherova. V Písni o Nibelunzích je královnou Islandu, kterou Siegfried schovaný pod čapkou neviditelnosti (Tarnkappe) dohazoval Guntherovi. K tomu bylo potřeba dvojího klamu. Brünhild musí být Siegfriedem přemožena. Nejprve v bojových hrách, pak v manželské posteli. Spor mezi ní a Kriemhildou vypukne při sledování turnaje a dosáhuje vrcholu před vchodem do katedrály. Brünhild zažívá hodně utrpení, ale přežije všechny katastrofy. V poetické Eddě (Liederedda) je Brynhild valkýrou, kterou Odin uspal jako trest za to, že nechala padnout jiné hrdiny, než chtěl. Probudí ji Sigurd, který se s Brynhild  pravděpodobně zasnoubil (rukopis Liederedda tady má mezeru). V Eddě (Snorra Edda) od Snorriho Sturlusona (je ke konci Ságy o Nibeluhzích (zřejmě pozdější) dodatek, že Sigurd má dceru jménem Aslaug. Jak ukazuje Sága o Volsunzích, musela být počata při těchto zásnubách. Sigurd se potom ožení s Gudrun, Gunnarovou sestrou. To vede ke komplikacím, k Sigurdově vraždě a Brynhildině sebevraždě. Sága o Volsunzích to vypráví podobně jako Prozaická Edda (Snorra Edda), ale v ní je Brynhild sestrou Atlise, která má nadpřirozené schopnosti a může se proměnit ve valkýru. Sigurd později opuštěnou nevěstu namluví svému švagru Gunnarovi. Oklamání se provádí změnou postav, nikoli neviditelností. Překážkou nejsou bojové hry, ale hradba z plamenů, vafrlogi (ve staroseverských textech vafrlogi, německy Waberlohe je v germánské mytologii téměř neprostupná, kruhová, uzavřená hradba z plamenů).[4] Také „scéna s postelemi“ je jiná. Sigurd sice má soulož s Brynhildou místo Gunara, ale aby příteli zachoval věrnost, vkládá mezi sebe a Brynhildu meč. V důsledku toho Sigurd neporušil přísahu Gunnarovi, ale Brynhildě, se kterou již má dceru Aslaug. Spor mezi Brynhild a Gudrun vzniká při koupeli, která z nich se smí dál brodit v čistší vodě. V sáze o Volzunzích spáchá po Sigurdově smrti Brynhilda sebevraždu, stejně jako ve verzích Eddy. V Thidreksáze je Brynhild paní hradu ve Švábsku. Má nadpřirozené vědomosti o Siegfriedovi / Sigurdovi a dá mu mimořádného hřebce. Při tom, jak sága oznamuje později, se spolu zasnoubili. On však zásnuby poruší, ožení se s Grimhildou, Gunnarovou sestrou a zprostředkuje manželství mezi Gunnarem a Brynhildou, ale bez jakéhokoli podvodu. Brynhilda se na Siegfrieda / Sigurda kvůli zrušenému zasnoubení zlobí, ale k podvodu dochází, až když při svatební noci Gunnara přemůže a pověsí jej na zeď. Siegfried / Sigurd ji pak místo Gunnara zbaví panenství, a to bez magických prostředků. Temnota v ložnici k tomu postačuje. To má za následek zápletky, které vedou až k smrti Siegfrieda / Sigurda a Grimhildině pomstě. Brynhilda jeho zánik přežije, stejně jako v Písni o Nibelunzích. Richard Wagner jí říká Brünnhilde a následuje tak částečně Poetickou Eddu (Liederedda), částečně Ságu o Volsunzích. Z Písně o Nibelunzích nebere téměř nic. Někdy vznikla i domněnka, že legendární postava Brünhild by mohla mít historické jádro, a sice západogótskou královskou dceru (westgotische Königstochter) Brunichildu, která. je zmíněna v deseti knihách francké historie od Řehoře z Tours.
- Dankwart je v Písni o Nibelunzích bratrem Hagena a Gunterův maršál. V jiných středověkých básních o Nibelunzích se nevyskytuje.
- Dietrich von Bern je dáván na úroveň ostrogótského krále Theodericha Velikého, staronorsky Thidrekr. V němčině Dietrich foneticky odpovídá gótskému Thiudarik a německy Bern je staré jméno italského města Verona, které patřilo do Theoderichova království. Legenda však nedodržuje historická fakta. Theoderich se totiž narodil až po Attilově smrti, zatímco v sáze se říká, že přebýval u Attily v exilu. V Thidreksáze je zase tím, který zabil Grimhildu a ne Hildebranda, jak uvádí Píseň o Nibelunzích. Jde určitě o starší verzi, kterou Píseň o Nibelunzích pozměnila.
- Etzel je německé jméno pro Attilu, krále Hunů. Pokud člověk vezme v úvahu fonetický vývoj němčiny, „Attila“ a „Etzel“ si navzájem přesně odpovídají (i jako přehláska z a na e, a dále fonetický posun z tt na tz). Attilovo hlavní město nebylo tam, kde se v Písni o Nibelunzích nachází, ani se Attila nepodílel na zničení Burgundské říše. Vědci, kteří chtějí spojovat postavy ságy s událostmi 5. století, tedy spojují Etzela ze ságy o Nibelunzích s Aetiusem, maršálem římských Magister militum, který žil s Huny jako rukojmí výměněné za Attilu a hunské vojáky nasadil na pomoc Římanům při zničení říše Burgundů. Většina vědců to však dnes odmítá, protože se předpokládá, že legendy byly primárně o důležitých historických jménech, jako je Attila, ale zacházejí s nimi velmi volně, takže ani hrubá změna skutečností nebyla žádný problém. V Písni o Nibelunzích je Etzel tolerantní pohan, který na svém dvoře toleruje i křesťany a respektuje pohostinnost. Důvodem zařazení tohoto pozitivního obrazu Attily do Písně o Nibelunzích je pravděpodobně to, že Hunové byli srovnáváni s pozdějšími Maďary (historicky špatně) a že biskupství v Pasově, v němž je třeba hledat domov básníka, sehrálo důležitou roli  při pokřesťanštění Maďarů v 10. století (zejména biskup Pilgrim von Passau; zemřel 991). Ve více písních Eddy je chamtivý na zlato a zve k sobě bratry své manželky, aby je mohl zavraždit. Sám je pak svou vlastní ženou zavražděn, která tak pomstí smrt svých bratrů. Thidreksága mísí německé zprávy, ve kterých Attila jedná dobře, dokonce příkladně, se zprávami, ve kterých je chamtivý na zlato, a proto je nakonec synem Hagena zavřen do sklepa se Siegfriedovým pokladem, u kterého umírá hladem.
- Fafnir je v Eddách a v sáze o Volsunzích jméno draka zabitého Sigurdem
- Gernot je v Písni o Nibelunzích jeden z bratrů (s Guntherem a Giselherem), kteří společně vládnou Burgundské říši. Také se objevuje v Thidreksáze (tam jako Gernoz). V ostatních nordických verzích Ságy o Nibeluzích se bratři nazývají jinak. Tam je Högni (Hagen) většinou bratrem Gunnara, nebo alespoň nevlastním bratrem, a jako další bratr nebo nevlastní bratr se zde objevuje Gottorm (jméno pochází z burgundského Godomarus), který je v jedné verzi písní Eddy Sigurdovým vrahem. Král Gundobad († 516) nechal zákony Burgundů zaznamenat a v prologu se nazýval potomkem burgundských králů, jako byl Gibica, Godomar (místo toho některé rukopisy nabízejí Gundomar), Gislaharius a Gundaharius.
- Giselher nese jméno výše zmíněného burgundského krále Gislahariuse. Ve středověkých básních o Nibelunzích se vyskytuje pouze v Písni o Nibelunzích a ve Thidreksáze (tam jako Gislher).
- Gunther nese jméno burgundského krále (král Gundahar). Ve staré norštině se jmenuje Gunnar. V Písni o Nibelunzích se většinou spoléhal na Hagenovy rady a svou statečnost projevil až v závěrečné bitvě. Gunthera přemohl pouze Dietrich von Bern. Ve většině severských zdrojů jsou příběhy jeho smrti volně spojeny pouze s první částí, ve které je Sigurdovým švagrem. Král Hunů Atli (odpovídá: Attila) je chamtivý na poklady svého švagra Gunnara a pozve jej i jeho bratra Hogniho do země Hunů. Navzdory hrdinskému odporu jsou oba přesilou přemoženi. Atli nechal Gunnara hodit do hadí jámy. Atliho manželka Gudrun, Gunnarova a Hogniho sestra, drží s bratry. Zabije Atliho a pomstí tak jejich vraždu. Není zmíněna skutečnost, že tato Gudrun je Sigurdova vdova a že se vdala za Atliho ve svém druhém manželství, neboť to nehraje žádnou podstatnou roli. Nebojuje proti, ale se svými bratry. Není tedy potřebná motivace Sigurdovou smrtí.
- Hagen von Tronje. (staronorsky: Hogni) je v Písni o Nibelunzích vzdálený příbuzný, věrný doprovod a nejdůležitější Guntherův rádce. V severských verzích ságy o Nibelunzích je bratrem nebo nevlastním bratrem Gunnara. V Písni o Nibelunzích a v Thidrekosáze je vrahem Siegfrieda.
- Hildebrand je zbrojmistr Dietricha z Bernu. V sáze o Nibelunzích se objevuje pouze v Písni o Nibelunzích a ve Thidreksáze.
- Kriemhild je pravděpodobně odvozeno od Ildico (Hildiko) (jméno odpovídá slovotvorbě ze slova Hildchen, ale funkce přípony –iko pravděpodobně nebyla tak něžná (lichotivá), jako v němčině přípona –chen), což byla Attilova druhá a poslední žena. V Písni o Nibelunzích i v Thidreksáze (zde: Grimhilda) se jmenuje Kriemhild. V jiných severských zdrojích se  jedná o Gunnarovu a Hogniho sestru Gudrun. Richard Wagner ji nazývá Gutrune.
- Nibelungové jsou v Písni o Nibelunzích synové zesnulého krále Nibelunga, jehož poklad získal nejprve Siegfried, a po jeho smrti Kriemhild, který však Hagen  se souhlasem Gunthera ukradl. Od té doby se Burgundi také jmenují jako Nibelungové. Ve všech ostatních básních je Nibelunge (staronorsky Niflungar)  jméno rodiny Gunnara a Hognise a nemá od samého počátku nic společného s pokladem Siegfrieda / Sigurda. Nazývají se Niflunge, ještě dříve než ukradnou Sigurdův poklad. V jedné z písní Edda dostanou Sigurdův poklad u příležitosti Sigurdovy svatby s Gudrun (Sigurd „koupí“ svou nevěstu i s pokladem).
- Ortwin von Metz. Guntherův stolník v Písni o Nibelunzích, příbuzný Hagena von Tronje. V ostatních středověkých básních o Nibelunzích se nevyskutuje..
- Rüdiger (také Rüdeger) von Bechelaren je v Písni o Nibelunzích markrabě, který ve vyhnanství hledal útočiště u krále Hunů Etzela a který získal jako léno markrabství Bechelaren (Pöchlarn v Dolním Rakousku; u ústí řeky Erlauf do Dunaje).Třináct let po Siegfriedově smrti žádal Gunthera o ruku Kriemhildy pro Etzela. Přísahal Kriemhildě věrnost, která ho později přinutila bojovat proti Burgundům (mezi jiným i proti Giselherovi, který byl zasnoubený s jeho dcerou). Rüdiger a Gernot se v tomto boji navzájem zabijí.
- Rumold je Písni o Nibelunzích Guntherův kuchařský mistr. Je vtipně popsaný na jedné straně jako kuchař, na druhé straně jako nositel čestného úřadu, který zastupuje krále v jeho nepřítomnosti. V jiných básních o Nibelunzích se už žádný kuchař nevyskutuje. Helmut Rosenfeld spojil zavedení této postavy do Písně o Nibelunzích se zavedením čestného úřadu říšský mistr kuchařský králem Philippem von Schwabenem (cca 1202). Vytvoření této literární postavy by mohlo být ironickým stanoviskem k zavedení tohoto čestného úřadu.
- Siegfried je legendární hrdina germánské mytologie, který v Písni o Nibelunzích zabil draka a byl později zavražděn. V nordických textech se vyskytuje jako Sigurd. V Thidreksáze se většinou nazývá Sigurd, ale někdy také Siegfried. V tom se zrcadlí německé prameny Thidrekságy. Zda se jedná o historickou osobnost, jejíž činy by byly pro postavu legendárního Siegfrieda výchozím bodem nebo jádrem vzniku, nebylo prokázáno. Identitu Siegfrieda a Arminia, převzatou asi od roku 1820, podrobněji formuloval německý pedagog Adolph Giesebrecht v roce 1837. Od té doby se o ní opakovaně diskutuje. Hlavním protiargumentem je, že mezi mnoha jmény, které sahají až do 6. a počátku 7. století, není doložen ani jediný Siegfried. První důkaz o jménu Siegfried pochází z konce 7. století a týká se lidí, kteří se narodili kolem roku 650 nebo později. Poté se toto jméno rychle stává běžným. Kdyby existoval slavný legendární hrdina tohoto jména, bylo by nevysvětlitelné, proč se jeho jméno nepoužívalo v osobním pojmenování.[5] Ani vzdálená podobnost s historickou osobou krále Franků Sigiberta I. (mimo jiné přes Austrasii, nejprve usazený v Reims později v Metz) není tak velká, aby bylo pravděpodobné, že Siegfried odkazuje až k němu.
- Ute je v Písni o Nibelunzích a také v Thidreksáze (tam: Oda) Kriemhildina matka. Naproti tomu se v sáze o Volsunzích nazývá Grimhild. (protože někdo chtěl toto jméno nějak dostat do německé ságy, ale jméno Gunnarovy sestry bylo na severu pevně obsazeno jménem Gudrun.
- Volker von Alzey je v Písni o Nibeluhzích muzikant a rytíř krále Gunthera. V první části jej Siegfried určil vlajkonošem ve válce proti Sasům; ve druhé části vyniká jednak díky svému velkému hudebnímu a uměleckému talentu (hraje na fidel, což strunový nástroj podobný viole), ale i kvůli odvaze a bezpodmínečnému bojovému přátelství s Hagenem a také kvůli jeho ironickým a kousavým výrokům proti nepřátelům, ve kterých se oba navzájem předhánění. V Thidreksáze (tam: Folker) je statečným ušlechtilým bojovníkem, bez spojení s uměním nebo hudbou.
- Wolfhart je Hildebrandův synovec a jeden z horkokrevných mladíků Dietrichovy družiny. V důsledku své přehnané ctižádosti, která mu neumožňuje nechat Volkerovy urážky nezodpovězeny, jsou Dietrichovy pokusy, zachránit alespoň poslední přeživší, zmařeny. Wolfhart bojuje v souboji proti Giselherovi, hrdý na to, že najde smrt v souboji s králem a ještě se pomstí tím, že umíraje, zabije Giselhera, a že má také svědky, kteří budou šířit jeho slávu. Wolfhart je tedy v Písni o Nibelunzích především zástupcem „hrdinského smýšlení“. Jeho přání po hrdinské smrti je splněno, zatímco Hagen toho v celém příběhu nedosáhl. Byl totiž neslavně zabit ženou.

## Diskuze vědců
Protože písemné předávání historie ságy o Nibelunzích začalo až v pozdním středověku, jsou její původ a vývoj závislé na kritikách zdrojů a na jejich hypotetických konstrukcích. Historie různých konstrukcí germánské hrdinské poezie je plná teorií podložených dohady, spekulacemi a podivnými názory, které většina odborníků nepovažovala za zmínky hodnou, nebo jen na krátký čas.
Soukromý učenec Heinz Ritter-Schaumburg (3. 6 1902 – 22. 6 1994) zastával názor, že křesťansky formovaná Píseň o Nibelunzích vychází ze starých příběhů (altiu maere) historických událostí v severním Německu od 5. / 6. století, založených na rané podobě pohanství. Zatímco Thidrekséga, kterou do němčiny sám ze staré švédské verze přeložil, má být záznam téměř historických událostí z doby stěhování národů v Dolním Německu a sloužila dalším autorům jako předloha. Tato jeho teorie o historičnosti Thidrekságy byla většinou specializovaných germanistů odmítnuta. Spíše jsou, Píseň o Nibelunzích a německé prameny převzaté do Thidrekságy, biblickými adaptacemi písemných a ústních verzí legendy, která ve 12. století kolovala v hornoněmeckém a dolnoněmeckém jazykovém prostoru. Obsah, poetická forma a vzájemný vztah těchto verzí se nedá nikdy přesně určit. Dnes se však většinou předpokládá, že Thidreksága používá dolnoněmecké, většinou psané zdroje, které ale z velké části vznikly úpravou písemných hornoněmeckých (bavorských) předloh. Přemístění zániku Nibelungů do Vestfálska se jeví jako druhořadé.
V roce 2011 vyšel německý překlad rukopisu čuvašského eposu, Attil und Krimkilte, který byl nalezen v Čeboksarech, hlavním městě Čuvašska. Je to hunská verze legendy o Nibelunzích, která byla z ústního podání písemně zaznamenána v roce 1956.

## Rukopisy
Píseň o Nibelunzích je jedním z vynikajících příkladů evropského hrdinského eposu. Tři rukopisy A, B a C jsou považovány za nejdůležitější a nejúplnější. Rukopis A je v držení Bavorské státní knihovny (Bayerische Staatsbibliothek), rukopis B je uchováván ve St. Gallen ve Švýcarsku a rukopis C je v Badenské státní knihovně (Badische Landesbibliothek) v Karlsruhe. Tyto tři nejdůležitější a úplné rukopisy Písně o Nibelunzích zařadilo UNESCO v červenci 2009 do světového dědictví dokumentů (Weltdokumentenerbe).

## Události a muzea
- Slavnosti Nibelungů
- Muzeum Nibelungů
- Ve dvou suterénních místnostech pod rytířským sálem hradu Aggstein je instalována výstava s tématem Sága o Nibelunzích[8]

## Galerie

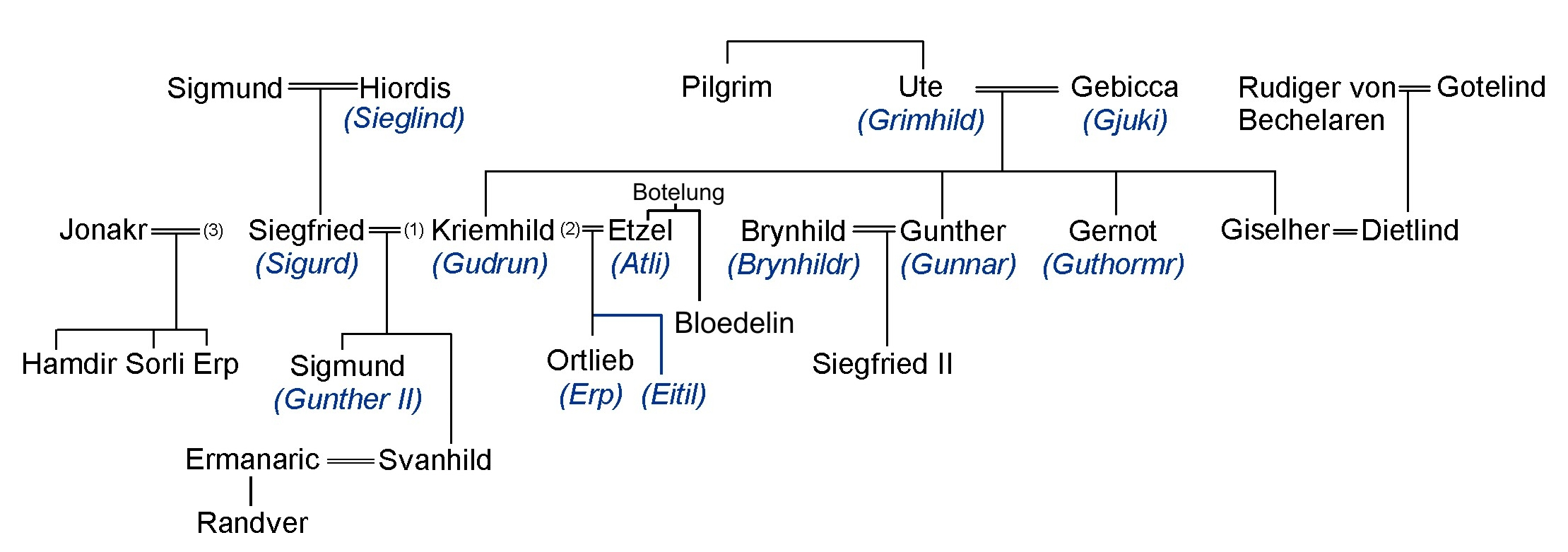
Rodokmen Nibelungů
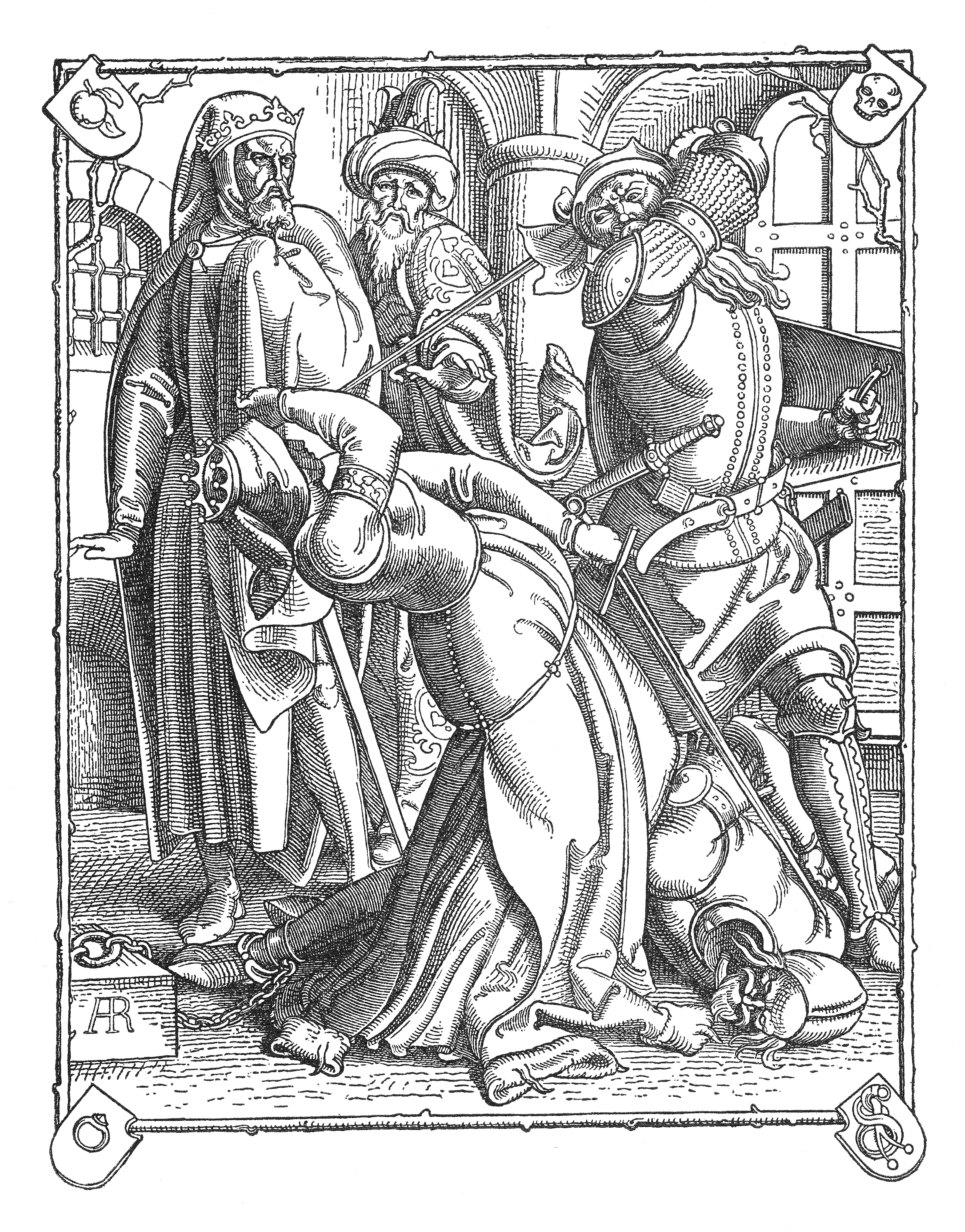
Zabití Hagena a Kriemhildy. (Poté, co Kriemhild zabila svázaného Hagena z Tronje, Hildebrand ji zabil. V pozadí nalevo Dietrich von Bern, vedle Etzel.)
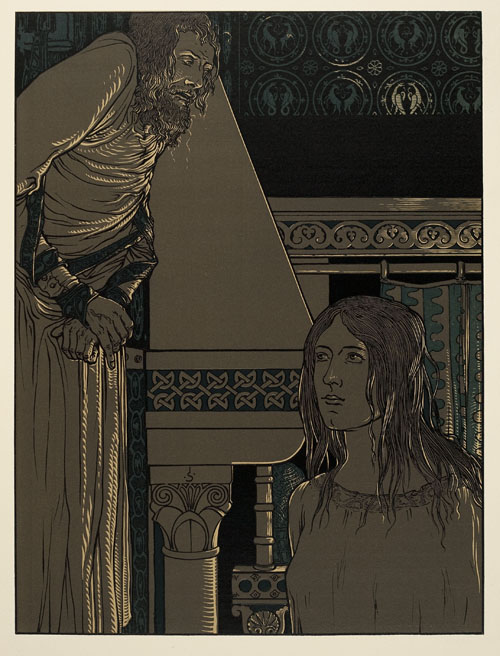
Svatební noc Brünhildy a Gunthera, ilustroval Joseph Sattler 1898–1904.
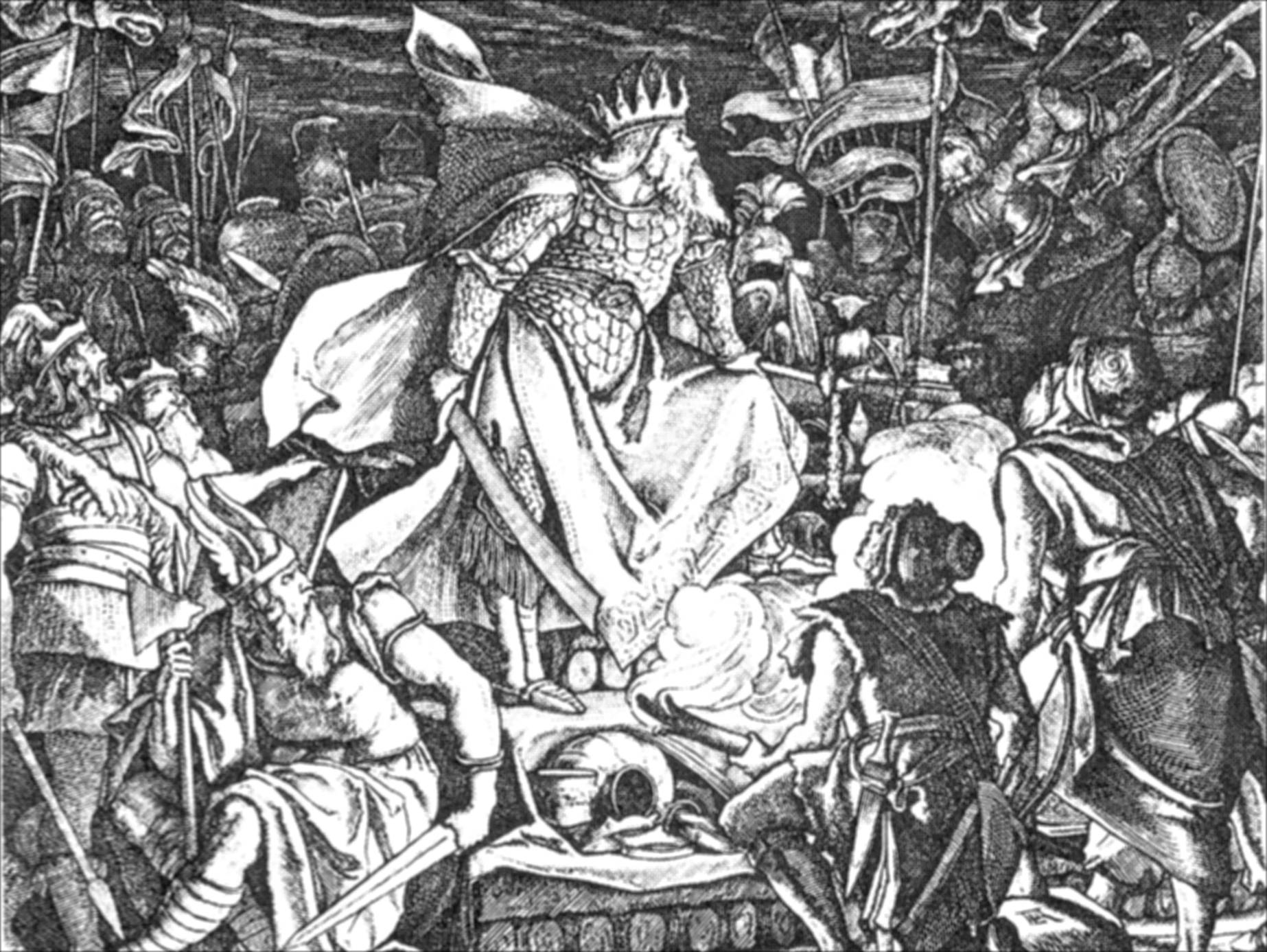
Hunský král Etzel (Attila). Rytina z 19. století.
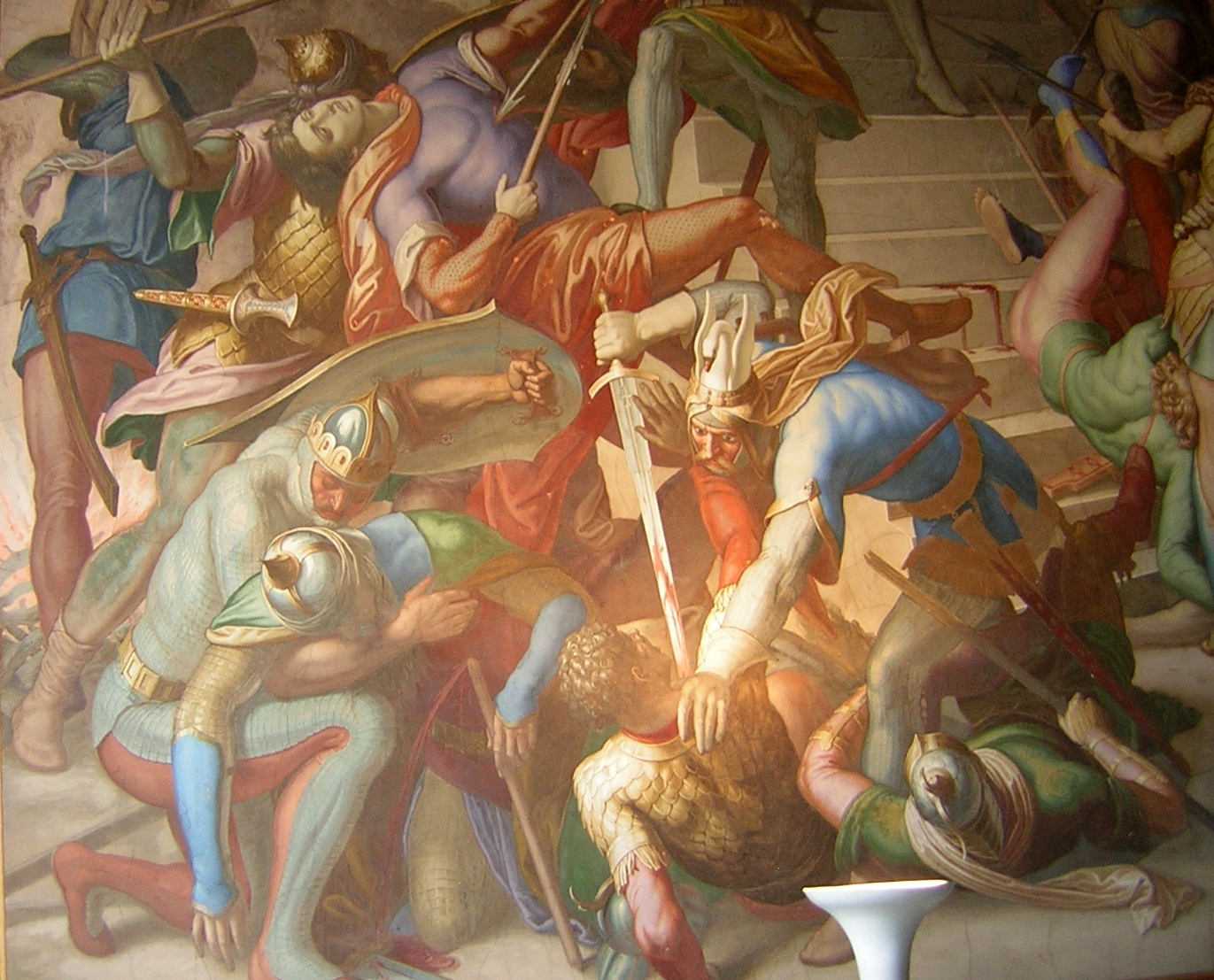
Bitva mezi Nibelungy a Huny. Detail fresky v sálech Nibelungů v Královské rezidenci Mnichov.
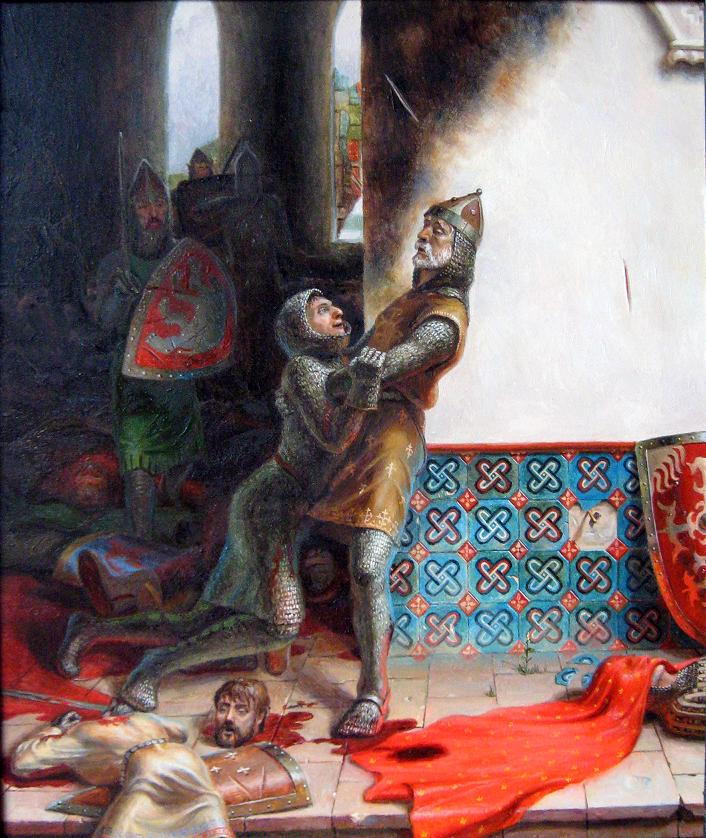
Wolfhart a Hildebrandt
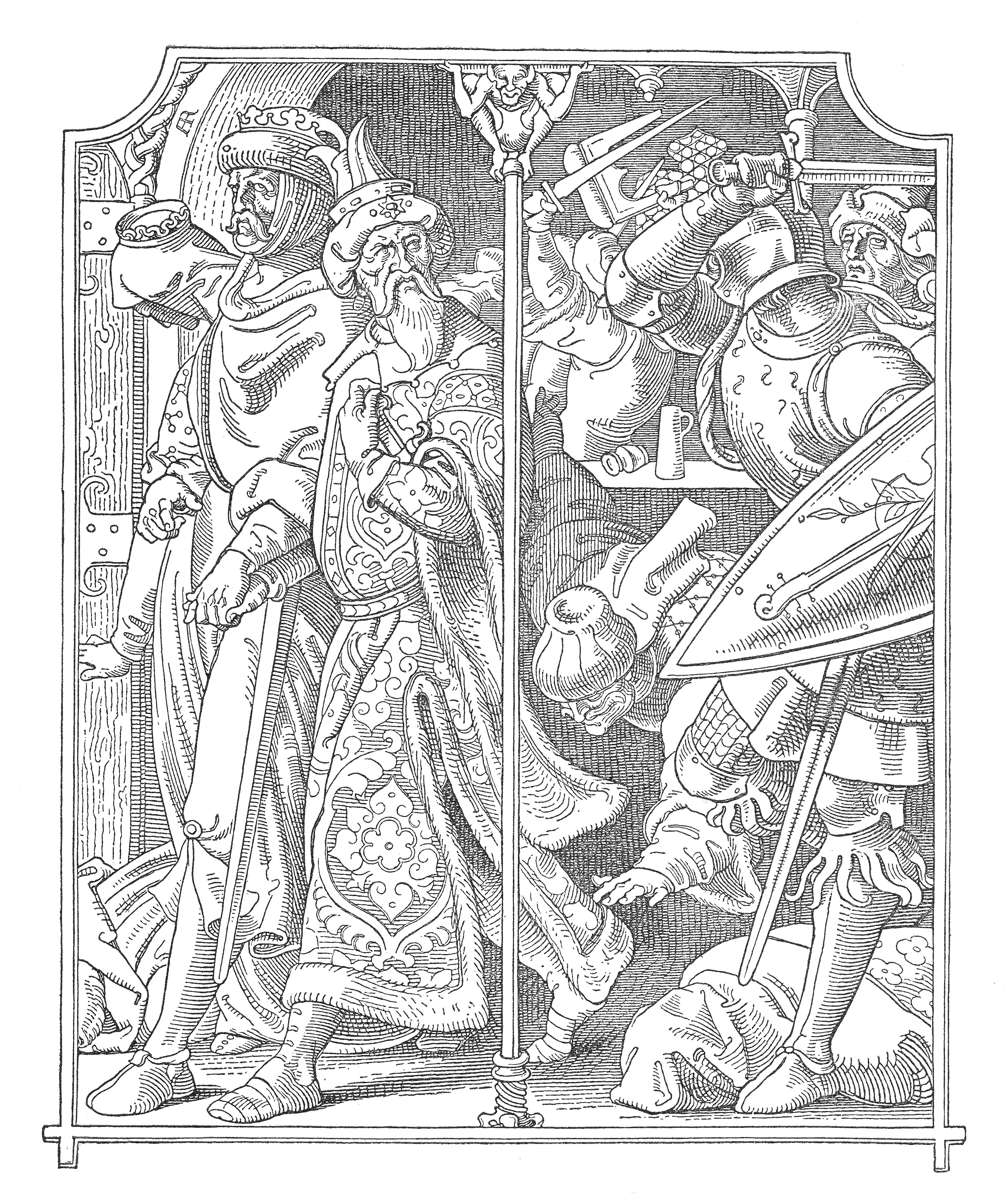
Alfred Rethel – Hádka mezi Nibelungy a Huny
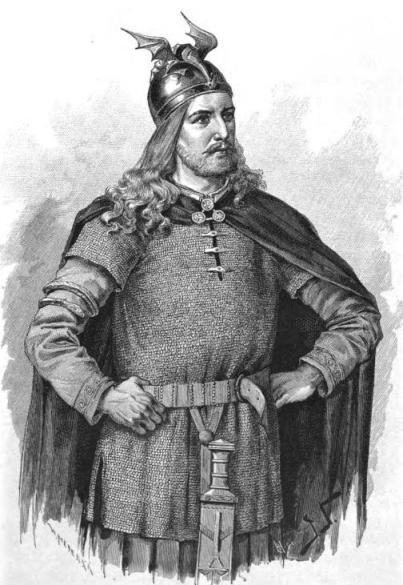
Sigurd (Siegfried) ve švédském vydání Poetické Eddy z roku 1893.